# Топи
То́пи (рос. Топы) — група із 2 дрібних островів, що розташовані в центральній частині протоки Західна Соловецька Салма.

## Географія
Острови розташовані за 8 км на північний захід від острова Малий Заєцький, за 9 км на південний захід від мису Толстик на острові Соловецький, за 12 км на північний схід від острова Олешин з групи Кемських шхер. Острови скелясті, вкриті торфом, береги пологі. На більшому острові встановлено маяк. За 2 км на північний схід розташована мілина Топовський стамік (глибина 1,4 м), де відбувається вивантаження ґрунту; за 4,5 км на схід знаходиться мілина Сінний стамік (глибина 2 м).